# إيرول لويس
إيرول لويس (بالإنجليزية: Errol Louis)‏ هو محرر وصحفي أمريكي، ولد في 24 أغسطس 1962.

## وصلات خارجية
- الموقع الرسمي